# Championnat de France de football de deuxième division 1935-1936
Navigation
Division 2 1934-1935 Division 2 1936-1937
Le Championnat de France de football D2 1935-1936 avec une poule unique de 19 clubs, voit l’attribution du titre au FC Rouen, qui accède à la première division en compagnie du RC Roubaix.

## Les 19 clubs participants
| \| Amiens SC US Boulogne SM Caen RC Calais FCO Charleville USL Dunkerque Le Havre AC RC Lens AS Villeurbanne SO Montpellier FC Nancy OGC Nice SC Nîmes CA Paris Stade de Reims RC Roubaix FC Rouen AS Saint-Étienne AS Troyes \| Localisation des clubs engagés dans le championnat. |
| Amiens SC US Boulogne SM Caen RC Calais FCO Charleville USL Dunkerque Le Havre AC RC Lens AS Villeurbanne SO Montpellier FC Nancy OGC Nice SC Nîmes CA Paris Stade de Reims RC Roubaix FC Rouen AS Saint-Étienne AS Troyes                                                           |

| - Amiens AC - US Boulogne - SM Caen - RC Calais - FCO Charleville | - USL Dunkerque - Le Havre AC - RC Lens - SO Montpellier - FC Nancy | - OGC Nice - SC Nîmes - CA Paris - Stade de Reims - RC Roubaix | - FC Rouen - AS Saint-Étienne - AS Troyes - AS Villeurbanne |

## Classement final
| Rang | Équipe                | Pts     | J       | G       | N       | P       | Bp      | Bc      | Diff    |
| ---- | --------------------- | ------- | ------- | ------- | ------- | ------- | ------- | ------- | ------- |
| 1    | FC Rouen              | 54      | 34      | 25      | 4       | 5       | 119     | 33      | +86     |
| 2    | RC Roubaix            | 52      | 34      | 23      | 6       | 5       | 98      | 40      | +58     |
| 3    | AS Saint-Étienne      | 52      | 34      | 24      | 4       | 6       | 99      | 49      | +50     |
| 4    | RC Lens               | 44      | 34      | 17      | 10      | 7       | 72      | 43      | +29     |
| 5    | Amiens AC             | 40      | 34      | 18      | 4       | 12      | 73      | 61      | +12     |
| 6    | SM Caen               | 39      | 34      | 17      | 5       | 12      | 68      | 57      | +11     |
| 7    | RC Calais             | 38      | 34      | 14      | 10      | 10      | 75      | 54      | +21     |
| 8    | SO MontpellierR       | 37      | 34      | 15      | 7       | 12      | 54      | 46      | +8      |
| 9    | OGC NiceP             | 34      | 34      | 14      | 6       | 14      | 53      | 59      | -6      |
| 10   | CA Paris              | 33      | 34      | 12      | 9       | 13      | 43      | 55      | -12     |
| 11   | Stade de ReimsP       | 33      | 34      | 15      | 3       | 16      | 62      | 74      | -12     |
| 12   | FCO CharlevilleP      | 29      | 34      | 11      | 7       | 16      | 55      | 59      | -4      |
| 13   | AS Troyes-savinienneP | 27      | 34      | 11      | 5       | 18      | 66      | 69      | -3      |
| 14   | US BoulogneP          | 27      | 34      | 12      | 3       | 19      | 57      | 86      | -29     |
| 15   | Olympique DunkerqueP  | 25      | 34      | 11      | 3       | 20      | 46      | 68      | -22     |
| 16   | Le Havre AC           | 22      | 34      | 8       | 6       | 20      | 47      | 86      | -39     |
| 17   | AS Villeurbanne       | 15      | 34      | 5       | 5       | 24      | 40      | 99      | -59     |
| 18   | FC NancyP             | 11      | 34      | 3       | 5       | 26      | 33      | 122     | -89     |
| 19   | SC Nîmes              | Forfait | Forfait | Forfait | Forfait | Forfait | Forfait | Forfait | Forfait |

 Victoire à 2 points

## À l’issue de ce championnat
- Le Lyon Olympique Villeurbanne et le SC Nîmes abandonnent le statut pro.
- Le FC Rouen et le RC Roubaix sont promus en championnat de première division.
- Équipe reléguée de la première division : l'Olympique d'Alès et l'US Valenciennes-Anzin.